# Дивергентний синтез
Диверге́нтний си́нтез (рос. дивергентный синтез, англ. divergent synthesis) — у супрамолекулярній хімії — багатостадійний синтез олігомерних або полімерних сполук, макромолекули яких мають деревоподібну структуру з великою кількістю відгалужень, здійснюваний за схемою: до певного остова (серцевини) поступово приєднують різні фрагменти за допомогою реакцій, молекула при цьому нарощується ніби шарами від центра.